# Universidade Bar-Ilan
A Universidade Bar-Ilan ( אוניברסיטת בר-אילן) é uma universidade situada em Ramat Gan, um subúrbio de Tel Aviv, Israel. Foi inaugurada em 1955 e tem hoje 32.000 estudantes e membros do staff. O seu objectivo é conciliar os estudos religiosos com os estudos seculares.

## Rabino Meir Bar-Ilan
A Universidade Bar-Ilan recebeu o seu nome do seu fundador, o Rabino Meir Berlin, que hebraizou o seu nome para "Bar-Ilan", desde logo Rabino Meir Bar-Ilan. Ele foi o filho mais novo do líder da Volozhin Yeshiva Lituânia, o Rabino Naftoli Tzvi Yehuda Berlin, conhecido como o Netziv. O Rabino Meir Berlin estudou em seminários ortodoxos alemães em Berlim e antecipou a necessidade de uma instituição que providenciasse um currículo que combinasse estudos académicos seculares com estudos religiosos da Torá. O resultado foi o estabelecimento em 1950 da Universidade com o seu nome.

## Professores e alunos
- Cecil Roth foi professor na Bar-Ilan